# Quekettia microscopica
Quekettia microscopica är en orkidéart som beskrevs av John Lindley. Quekettia microscopica ingår i släktet Quekettia och familjen orkidéer. Inga underarter finns listade i Catalogue of Life.